# Jessica Fox
Jessica Fox (n. 11 iunie 1994, Marsilia, Franța) este o caiacistă ce a reprezentat Australia, medaliată olimpică. A participat la 4 ediții ale Jocurilor Olimpice (2012, 2016, 2020, 2024) în care a câștigat o medalie de aur și o medalie de argint.